# Sinobatis stenosoma
Sinobatis stenosoma is een vissoort uit de familie van de pootroggen (Anacanthobatidae). De wetenschappelijke naam van de soort is voor het eerst geldig gepubliceerd in 1982 door Li & Hu.